# Sant Martí (Carme)
Sant Martí és un temple al nucli de Carme (Anoia) catalogat a l'Inventari del Patrimoni Arquitectònic de Catalunya. Església de planta rectangular, d'una sola nau amb capelles laterals, està coberta a dues aigües, el campanar situat a la dreta de la porta d'accés és de planta octogonal.
L'actual església està situada en el centre del poble i va substituir l'anterior, esmentada des del 1122. L'escut situat sobre la porta està datat el 1748. L'any 1779 la parròquia assoleix l'autonomia de la Pobla de Claramunt. L'any 1808 s'hi van fer reformes, com ho indica la placa situada dins de temple- el duc de Medinaceli va fer donació a l'església del Carme de XXIIII V. Per la restauració de l'església. Els frescos de les parets van desaparèixer i s'ha pintant fa poc de blanc.